# Home from Home
Home from Home es el quinto álbum de la banda sueca de punk rock "Millencolin", lanzado el 12 de marzo de 2002 bajo el sello Epitaph Records.

## Lista de Canciones
1. "Man or Mouse" – 3:04
2. "Fingers Crossed" – 2:47
3. "Black Eye" – 3:13
4. "Montego" – 3:00
5. "Punk Rock Rebel" – 3:06
6. "Kemp" – 3:26
7. "Botanic Mistress" – 2:11
8. "Happiness for Dogs" – 3:25
9. "Battery Check" – 3:20
10. "Fuel to the Flame" – 1:54
11. "Afghan" – 2:42
12. "Greener Grass" – 2:50
13. "Home from Home" – 2:13